# Bolbothyreus ruficollis
Bolbothyreus ruficollis là một loài bọ cánh cứng trong họ Geotrupidae. Loài này được Bruch miêu tả khoa học năm 1925.